# Фанам

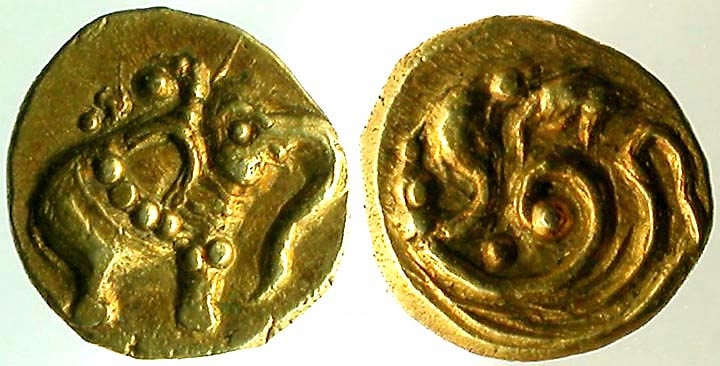
Фанам, XI—XII вв.

Фанам (англ. fanam) — индийская денежная единица. Первоначально, предположительно с IX века, чеканилась из золота. C XIV века изготовлялась на Цейлоне. Наиболее широкое распространение получила в XVI веке. На аверсах и реверсах фанамов этого периода изображались точки и извилистые линии, часто монеты были грубыми подражаниями. Чеканившийся на Малабарском побережье калиягараманский фанам и подражание ему — вирарайя-фанам — распространились по всей Южной Индии. Вес этих монет составлял 0,3—0,4 г.
В период голландского колониального господства (1668—1796) на Цейлоне фанам не чеканился, но использовался в качестве счётной единицы, равной пяти стюверам. После британского завоевания острова окончательно перестал использоваться в 1874 году, после объявления рупии единственным законным платёжным средством.
В южной части Индостана фанам стал одной из основных монет, использовавшихся в обращении. Рупия была равна 8 фанамам, фанам = 4 фалусам (додо).
Британские серебряные фанамы впервые отчеканены при Карле II (1660—1685), на монетах изображались двойная буква «C» и индийское божество, позже — буквы «CC/E» на аверсе и надпись на хинди на реверсе. На более поздних монетах в 1, 2 и 5 фанамов на обеих сторонах помещались надписи на английском и хинди.
Первоначально фанам был высокопробной монетой, постепенно его проба снижалась.
В начале XIX века чеканка британских колониальных фанамов была прекращена. Княжеством Траванкор монеты в фанамах чеканились до 1946 года
В индийских колониях других европейских держав также чеканились аналогичные фанамам монеты. В Датской Индии чеканились «фано» (дат. fano, чеканка прекращена в 1818 году), в Французской Индии — «фанон» (фр. fanon, чеканка прекращена около 1848 года).